# Río Elster Blanco
El Elster Blanco (en alemán: Weiße Elster; en checo: Bílý Halštrov) es un río europeo que discurre por Alemania y la República Checa (donde nace y recorre solo 10 km), un largo afluente del río Saale, en la cuenca del río Elba. Tiene una longitud de 257 km.

## Geografía

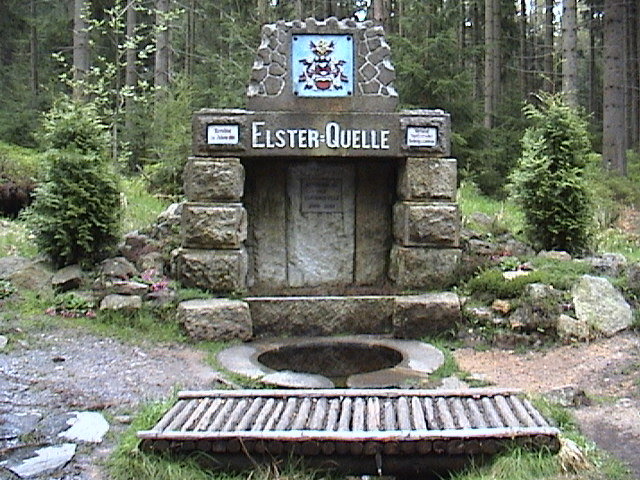
Fuente del Elster Blanco.

El río nace al sudoeste de la ciudad checa de Aš (en las cercanías de Výhledi -Steingrün-) y tras un recorrido de 10 km pasa a territorio alemán para desembocar en el barrio de Beesen en Halle (Saale) con el río Saale. El río pasa por las ciudades alemanas de Plauen, Gera y Leipzig.
Aunque Elster es el nombre en alemán para la urraca, el origen del nombre no tiene nada  que ver con ese córvido, sino con la palabra de origen eslavo alstrawa («apresurado»). 

## Historia
Es famoso en la historia de las Guerras Napoleónicas porque en sus aguas «apresuradas» murió ahogado heroicamente en 1813 el mariscal del Imperio francés del Ejército del Ducado de Varsovia Józef Antoni Poniatowski, cubriendo la retirada de Napoleón después de su derrota en la Batalla de Leipzig.